# Svenska industriminnesföreningen
Svenska industriminnesföreningen är en förening som delar ut ett pris varje år. 
Priset delas ut till något som har varit en industri i Sverige som är nerlagd men än står kvar. 
2003 blev kalklinbanan Forsby-Köping årets industriminne.